# Tren de marfă

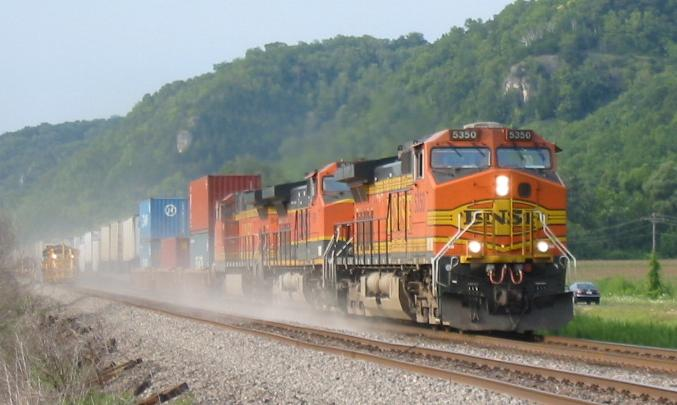
Tren de marfă din SUA

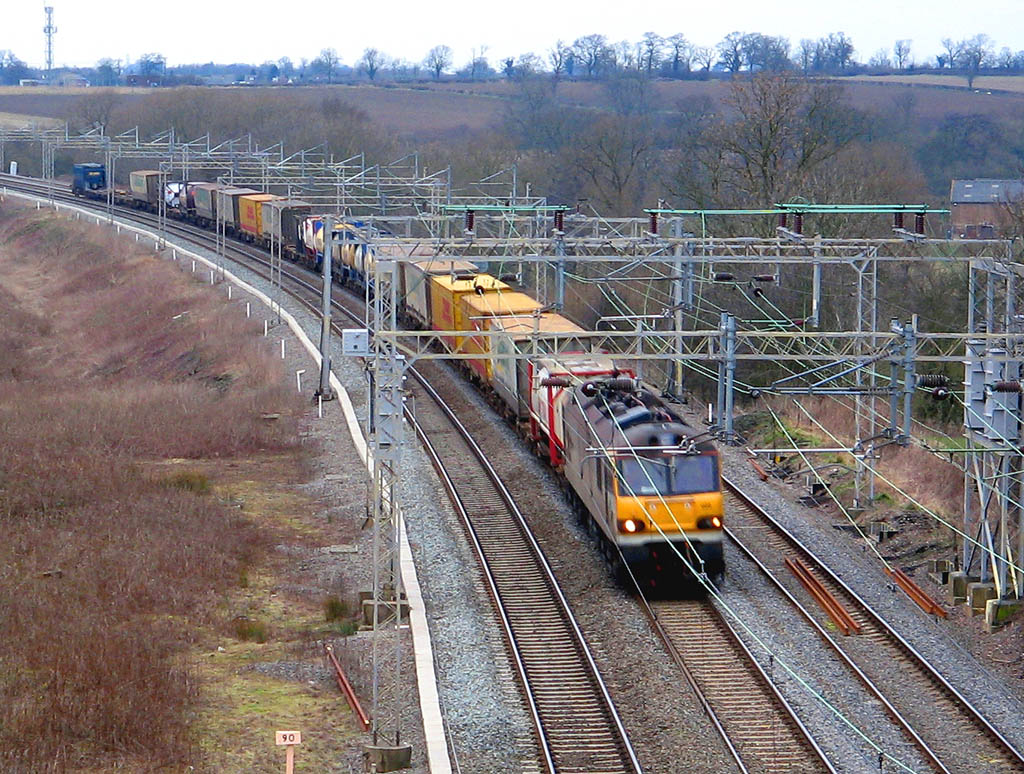
Tren de marfă

Un tren de marfă este un tren ce transportă diferite mărfuri, în vagoane speciale numite containere. În esență, orice tren ce nu transportă pasageri este un tren de marfă.
Trenurile de marfă sunt alcătuite din tipuri diferite de vagoane: 
- vagon pentru cereale: este folosit pentru transportarea cerealelor;
- vagon platformă: folosit pentru transportul containerelor;
- vagon cisternă: folosit pentru transportarea carburanților;
- vagon (special) pentru transportul laptelui;
- vagon gondolă (sau simplu, gondolă): folosit pentru transportul mărfurilor vrac;
- vagon frigorific;
- vagon pentru transport de animale etc.

## Transportul feroviar de marfă
Un dezavantaj major al transportului feroviar de marfă îl reprezintă lipsa lui de flexibilitate. În parte, din acest motiv, companiile de transport feroviar au pierdut o mare parte din contracte în favoarea companiilor de transport rutier. Multe guverne încearcă acum să încurajeze transportul de mărfuri cu trenurile, din cauza beneficiilor ecologice pe care le-ar aduce; transportul feroviar este foarte eficient din punct de vedere energetic. Cantitatea de mărfuri care poate fi transportată cu un tren de marfă este mult mai mare în comparație cu cea care poate fi transportată cu un singur autocamion; astfel un tren poate transporta un volum de marfă ce ar încăpea în mai multe camioane. Transportul feroviar permite reducerea substanțială a costurilor legate de transport.
Transportul de mărfuri pe calea ferată este foarte, foarte economic și oferă oportunități excelente pentru transportul obiectelor suficient de mari.